# Zugvorbereitungsmeldung

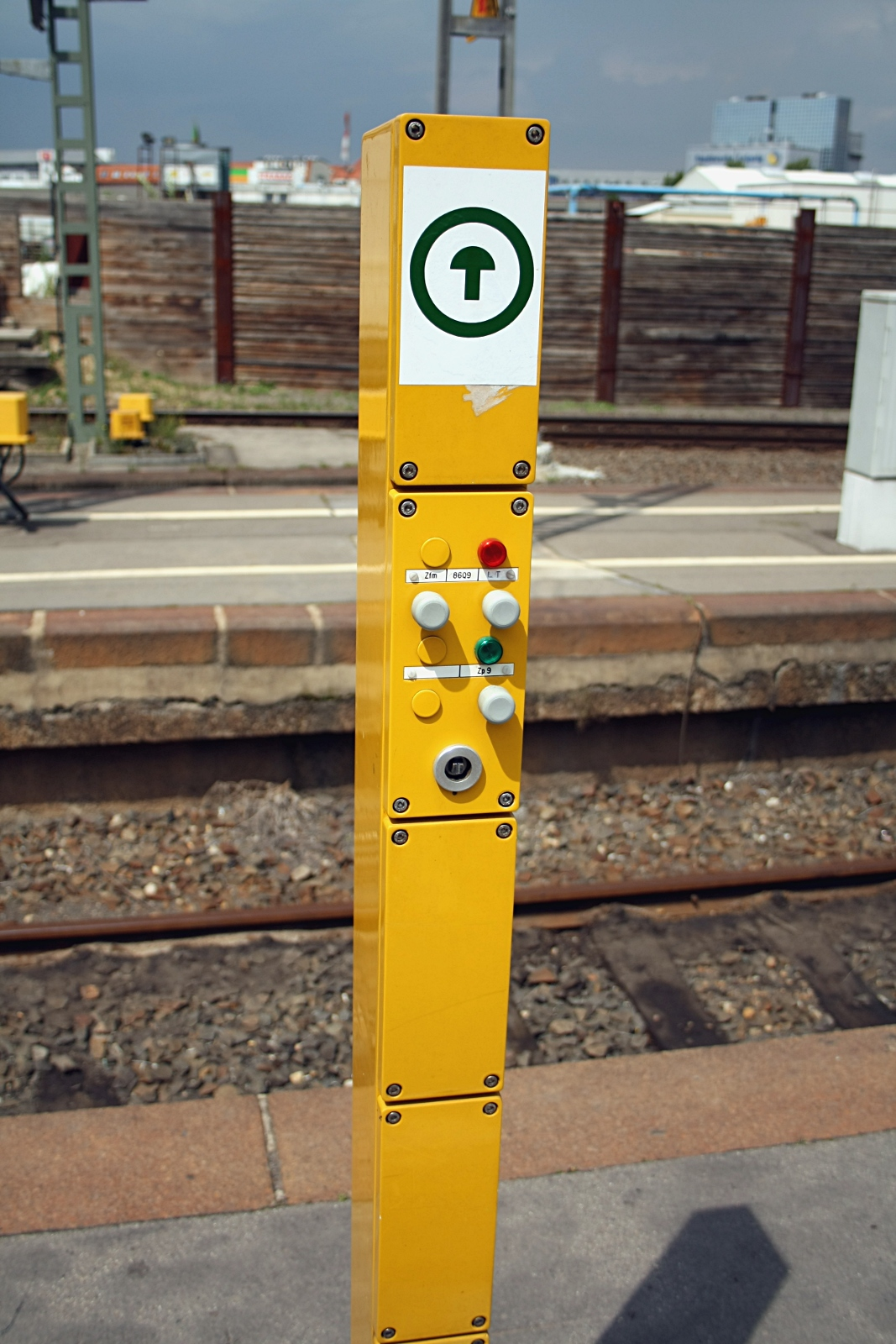
Mithilfe einer Abfertigungssäule kann die Zugvorbereitungsmeldung einer Zugfahrt technisch an den Fahrdienstleiter abgegeben werden

Eine Zugvorbereitungsmeldung (Abkürzung ZVM, früher Zugfertigmeldung) teilt dem Fahrdienstleiter die Abfahrbereitschaft eines Zuges mit. Sie wird abgegeben, sobald alle Bedingungen für eine Zugfahrt erfüllt sind.
Eine Zugvorbereitungsmeldung muss sowohl auf Zuganfangsbahnhöfen als auch Unterwegsbahnhöfen abgegeben werden, in denen sich die Zusammensetzung oder die Fahrtrichtung des Zuges ändert. Auf die Zugvorbereitungsmeldung kann verzichtet werden, wenn der Fahrdienstleiter bereits der Abfahrt des Zuges zugestimmt hat. Abgegeben werden darf sie von einem Zugvorbereiter – in der Regel sind dies Triebfahrzeugführer oder Zugführer. In größeren Bahnhöfen kann die Meldung auch durch die örtliche Aufsicht erfolgen. Mithilfe einer solchen Vorbereitungsmeldung soll eine Behinderung durch eine bereits eingestellte Ausfahrzugstraße anderer Zugfahrten ausgeschlossen werden.
Früher erfolgte die Meldung an den Fahrdienstleiter meist fernmündlich, an größeren Bahnhöfen gab es zu diesem Zweck Schlüsselschalter. Die Meldung über einen Schlüsselschalter hat den Vorteil, dass dem Fahrdienstleiter gleisbezogen die Vorbereitungsmeldung dauerhaft bis zur Abfahrt in einem geeigneten Medium angezeigt wird. Nachteilig bei Schlüsselschaltern sind die fixen Punkte. In Abhängigkeit von der Zugkonfigurationen entstehen den Zugvorbereitern lange Wege.
Heutzutage erfolgt die Zugvorbereitungsmeldung in den meisten Fällen via GSM-R. Um dieses Verfahren durchführen zu können, bedarf es an der jeweiligen Betriebsstelle einer GSM-R-Zugfunkversorgung sowie einer geeigneten Anzeigeeinrichtung für den Fahrdienstleiter. Ebenso muss die Zugnummer im GSM-R-Gerät durch den Triebfahrzeugführer eingegeben und angemeldet sein. Die Vorbereitungsmeldung wird dem Fahrdienstleiter im Leit- und Dispositionssystem angezeigt. An welchen Betriebsstellen eine Zugvorbereitungsmeldung via GSM-R abgegeben werden kann, ist im Streckenbuch geregelt.
Mit dem Anruf einer bundeseinheitlichen GSM-R-Rufnummer für die abzugebende Vorbereitungsmeldung wird der zentrale Server Fahrbereitmeldung in Frankfurt am Main angewählt. Dieser erkennt die Zugnummer sowie die angemeldete Funktion. Wenn die Zugvorbereitungsmeldung erfolgreich beim Server registriert wurde, erhält der Meldende eine akustische Meldung. Bei einer Störung der Vorbereitungsmeldung beim Server wird ebenfalls ein Wortlaut akustisch dem Triebfahrzeugführer mitgeteilt. In einem solchen Fall ist der Vorgang zu wiederholen, andernfalls muss die Vorbereitungsmeldung fernmündlich abgegeben werden. Das durch den Server erzeugte Telegramm wird an das Leit- und Dispositionssystem der DB InfraGO übergeben. Bei fernmündlichen Meldungen hingegen muss der Fahrdienstleiter die Information in einer geeigneten Form speichern. Fernmündliche Meldungen sind auch im Nachhinein nicht mehr technisch auswertbar. Der Fahrdienstleiter kann eine Zugvorbereitungsmeldung nur dann einsehen, wenn diese bereits in der Zugnummernmeldeanlage hinterlegt ist.
Die Zugvorbereitungsmeldung via GSM-R kann zusätzlich als Kriterium in den Zuglenkrechnern eines ESTW berücksichtigt werden.